# 外国放送情報局
外国放送情報局 (がいこくほうそうじょうほうきょく) 略称 FBIS (Foreign Broadcast Intelligence Service) はアメリカ合衆国の中央情報局 (CIA) が管轄した部局で、海外のメディアを傍受・監視し、翻訳して、政府内の関係部局にひろくオープンソースとして情報を共有する諜報機関として機能した。その本部はバージニア州ロスリン、後に同州のレストンに移転した。全世界で約20の傍受局を展開し、沖縄の米軍基地には24時間体制でアジア全域の通信傍受局があったことがわかっている。

## 歴史
1941年2月26日、ルーズベルト大統領は、連邦通信委員会で、外国放送監視局（FBMS: Foreign Broadcast Monitoring Service）の創設に15万ドルを割り当てるよう指示した。FBMSの任務は、枢軸国によって米国にむけて発信されていた短波のプロパガンダラジオ番組を記録、翻訳、転写、分析することだった。資金が下りると、まず日本の放送を監視するため10月1日にオレゴン州ポートランドの北東グリッサン通り13005にある農家に最初の支局を開設した。 12月1日、テキサス州キングズビルの支局がラテンアメリカからの放送を追跡する活動を開始した。
その年12月の真珠湾攻撃以降、この任務は特に重要性を増し、名前を外国放送情報局 (FBIS: Foreign Broadcast Intelligence Service) に変更し機能拡大された。4つのそれぞれの盗聴局で短波の音声がプラスチックディスクに録音され、重要と思われる箇所がテキスト化されて翻訳され、「ラジオ東京の人種的プロパガンダ」や「秘密組織と日本の士気」などというタイトルの特集記事とともにそれぞれの関連する戦争機関に送られた。東京ローズをはじめとした日本と日本領土からの放送、アドルフ・ヒトラー、ヨーゼフ・ゲッベルス、ベニート・ムッソリーニのスピーチを含む、様々な放送局の内容が随時監視され記録されていた。
まずFBISが直面した問題は、何十もの外国語に適応できる人材を見つけ出すことだった。コロンビア大学でジャーナリズムの修士号をもつハロルド・N・グレイブス・ジュニアが、1941年3月に上級管理者としてFBISに加わり、様々なバックグランドを持つ言語アナリストが各言語を担当した。ワシントンですべてのアジア言語の指揮をひきうけたのは、以前にカリフォルニア大学で教鞭をとり、米海軍日本語学校の諜報員を指導し、戦争情報局（OWI）で日本語の翻訳と研究を率いていたチトシ・ヤナガ博士だった。また内務省からサトル・スギムラも加わり、後に彼はハワイのFBIS太平洋局の日本モニター局の責任者となった。またベアテ・シロタも言語学者としてFBISを支えた貴重な人材であった。対日本の諜報需要が高まるにつれ、FBISは米国西部にあった日系人強制収容所の有刺鉄線のなかにその人材を求め、メアリーJ.ミューラーを派遣したが、金網のなかでの募集はかなり困難なものだった。
第二次世界大戦が終わると、FBISは中央情報局から陸軍省に移管され、他の多くの戦時機関と同様に解散の脅威にさらされたが、キューバ危機に対応して、FBISは、すべての国からの暗号化された通信を監視し、1967年、海外のすべてのラジオとテレビの放送局、およびマスメディアの出版物をカバーするよう機能拡大された。

## 沖縄の FBIS
沖縄県読谷村残波岬にあった米軍基地ボーロー・ポイントが米中央情報局 (CIA) の海外最大の盗聴拠点だったことが、米国の公開された内部文書で明らかになっている。1949年にボーロー・ポイントにFBISが運営する瀬名波通信施設が開設され、アジア全域、特に日本や中国、ベトナム、ソ連のラジオやテレビの放送、新聞のファクス送信などを24時間態勢で傍受し、1980年代には1カ月に最大135万語の資料と、数百時間のテレビ録画を米本国の本部に送信していたという。
FBIS の報告書によると、放送の傍受だけではなく、対象国でのイベントで政府高官や軍関係者の顔写真を複写しデータベース化し保存、また沖縄では沖縄メディアや抵抗運動などの情報調査も担っており、NHK沖縄放送局から沖縄タイムスや琉球新報まで各種メディアを傍受していた。沖縄の本土復帰の際には、他国の政府機関としては施設の使用を継続できなかったので、米国側は在沖縄米陸軍の一部(トリイ通信施設)に編入する内部手続によって活動を継続させた。
例えば1985年2月6日のFBIS月報によると、瀬名波通信施設のFBISは、傍受した情報を、同じ読谷村のトリイ通信施設の陸軍特殊部隊グリーンベレー、楚辺通信所内の米国家安全保障局 (NSA) や、在日米海兵隊の本部キャンプ・フォスター、埼玉県のキャンプ・ドレイクなどと共有しながら、衛星などでグアムや本国に送信されていたことがわかる。
2006年、瀬名波通信施設は日米特別行動委員会 (SACO) 合意で返還され、機能のいくつかはトリイ通信施設に移されたと思われているが、アンテナなどの設備の一部は瀬名波に残っている。
2012年に、FBIS の後継である CIA のオープンソースセンターは、沖縄での在日米軍駐留に関して親米的な世論を形作るための公式マニュアルを作成していた。

## デジタル化されたオープンソース
現在、半世紀にわたる膨大な量の FBIS のデイリーレポートはオリジナルのコピーやマイクロフィルムからデジタル化され、オンライン資料として Readex から有料で提供されている。

## 関連資料
FBIS: Records of the Foreign Broadcast Intelligence Service
CIA: FBIS Against the Axis, 1941-1945: Open–Source Intelligence From the Airwaves